# Victor Dutertre
Pour les articles homonymes, voir Dutertre.
Victor Marie Eugène Dutertre, né à Thilouze le 10 février 1850 et mort en juillet 1937, est un graveur sur bois français.

## Biographie
Élève du graveur franco-britannique John Arthur Quartley (vers 1818-1888), il expose au Salon des artistes français pour la première fois en 1883, deux gravures sur bois, puis régulièrement, jusqu'en 1905, et dont il devient membre ; sa dernière adresse parisienne est au 42 rue du Montparnasse,.
Membre du jury de gravure du Salon et placé hors-concours, on lui doit des gravures sur carton, des gravures sur bois et des interprétations de tableaux de grands maîtres tels L'Arbitrage d'après Albert Besnard et trois œuvres d'après Rembrandt qui ont été achetées par l’État français et la National Gallery. Ses travaux sont conservés à la Bibliothèque nationale de France.
Graveur pour des éditeurs d'ouvrages illustrés, on lui doit entre autres les traductions sur bois des dessins de Léon Benett destinés aux ouvrages de Jules Verne.
Il meurt en juillet 1937 à Clermont (Oise).